# Fordson WOT

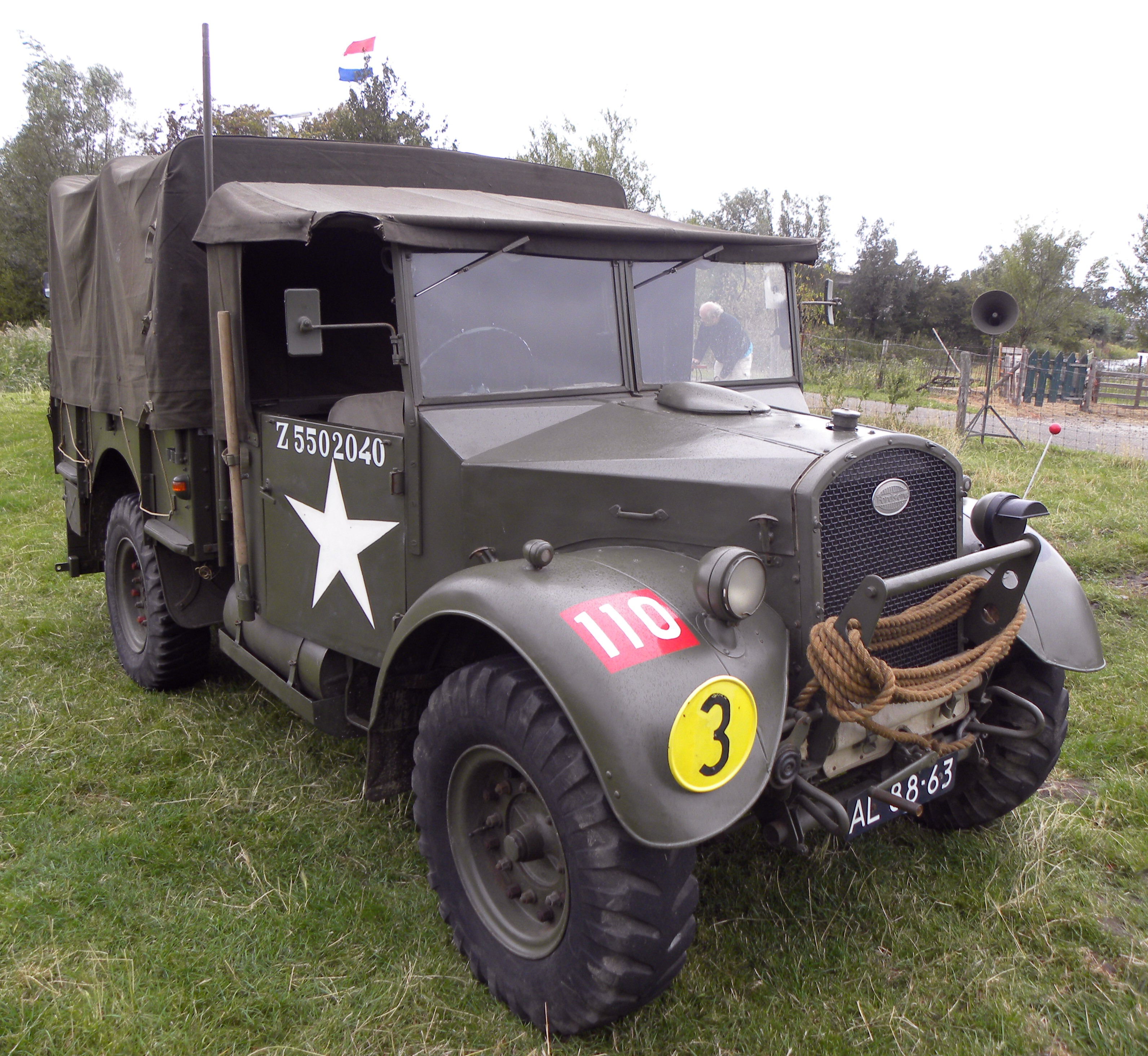
Fordson WOT2

Fordson WOT of Ford WOT was een serie vrachtwagens gemaakt tijdens de Tweede Wereldoorlog in de Fordfabriek nabij Londen. De afkorting WOT staat voor War Office Trucks. De voertuigen zijn van 1939 tot en met 1945 in productie geweest. In totaal zijn circa 130.000 exemplaren gemaakt, waarvan de WOT2 bijna de helft uitmaakte.

## Geschiedenis
Fordson was oorspronkelijk de naam die de familie Ford had gegeven aan een aparte onderneming die zich toelegde op de productie van tractoren. Fordson was een samentrekking van Henry Ford & Son. Alle aandelen van dit bedrijf waren in handen van de familie Ford. De Ford Motor Company had ook aandeelhouders van buiten de familie. Fordson was ook die naam die werd gebruikt voor commerciële voertuigen van Ford. Bij het naderen van de Tweede Wereldoorlog werd Ford ook gevraagd voertuigen voor het Britse leger te fabriceren. De serie voertuigen die hieruit voorkwam, was de Ford WOT of Fordson WOT-serie.
Ford Motor Company had bij Londen in Dagenham een grote automobiel- en motorenfabriek gebouwd. Begin 1940 werd nog de Ford Anglia op de markt geïntroduceerd, maar korte tijd later werd de productie van civiele voertuigen gestaakt om alleen militaire voertuigen te produceren. De Ford Dagenham fabriek lag op een ongunstige plaats, ten oosten van Londen en aan de Theems, een gemakkelijk doelwit voor Duitse bommenwerpers. De fabriek werd gecamoufleerd en het dak werd zodanig beschilderd dat het vanuit de lucht leek op een onbebouwde oever. Schuilkelders werden gebouwd en het personeel moest oefenen om tijdig de fabriek te ontruimen in geval van een luchtaanval. In juni 1940 produceerde de fabriek al 130 militaire voertuigen per dag. In de winter werd de productie verder opgevoerd door het personeel 12 uur in plaats van 8 uur per dag te laten werken. Tussen 1939 en 1945 produceerde Ford 355.000 voertuigen, waarvan zo'n 130.000 WOTs, bijna 14.000 bren gun carriers en 53.000 auto's en lichte bestelwagens. Naast militaire voertuigen nam ook de vraag naar landbouwtractoren sterk toe om de voedselproductie te vergroten. In 1937 werden 8.000 tractoren geproduceerd, in 1940 was dit al 20.000 stuks en op 10 november 1943 reed de 100.000ste tractor uit de fabriek. De camouflage werkte uitstekend. In september en oktober 1940 lag de fabriek het zwaarst onder vuur en de productie lag 600 uur stil. In de daarop volgende jaren kwam het aantal verloren uren niet boven de 115 uit. Tijdens de hele oorlog kwamen vijf werknemers in de fabriek om het leven door bombardementen en raakten er 23 gewond.

## Beschrijving

### Algemeen
De voertuigen waren ongepantserd. Er waren vijf modellen met de nummers 1, 2, 3, 6 en 8. De modellen 1 tot en met 3 hadden alleen aandrijving op de achterwielen, terwijl alle wielen van de WOT6 en 8 werden aangedreven (4×4). Deze laatste twee modellen hadden een frontstuurcabine terwijl de rest een torpedofrontcabine had. 
Alle voertuigen werden uitgerust met dezelfde watergekoelde V-8 benzinemotor. De zijklepmotor had een cilinderinhoud van 3.621 cc. Het leverde een vermogen van 85 pk bij zo’n 3.800 toeren per minuut. De versnellingsbak telde vier versnelling voor- en een achteruit. De vierwielaangedreven modellen waren uitgerust met een extra reductiebak waardoor de versnellingen in zowel een hoge als lage gearing gebruikt worden (4F1Rx2). Alleen de WOT1 had zes wielen en alle andere modellen vier.

### WOT1

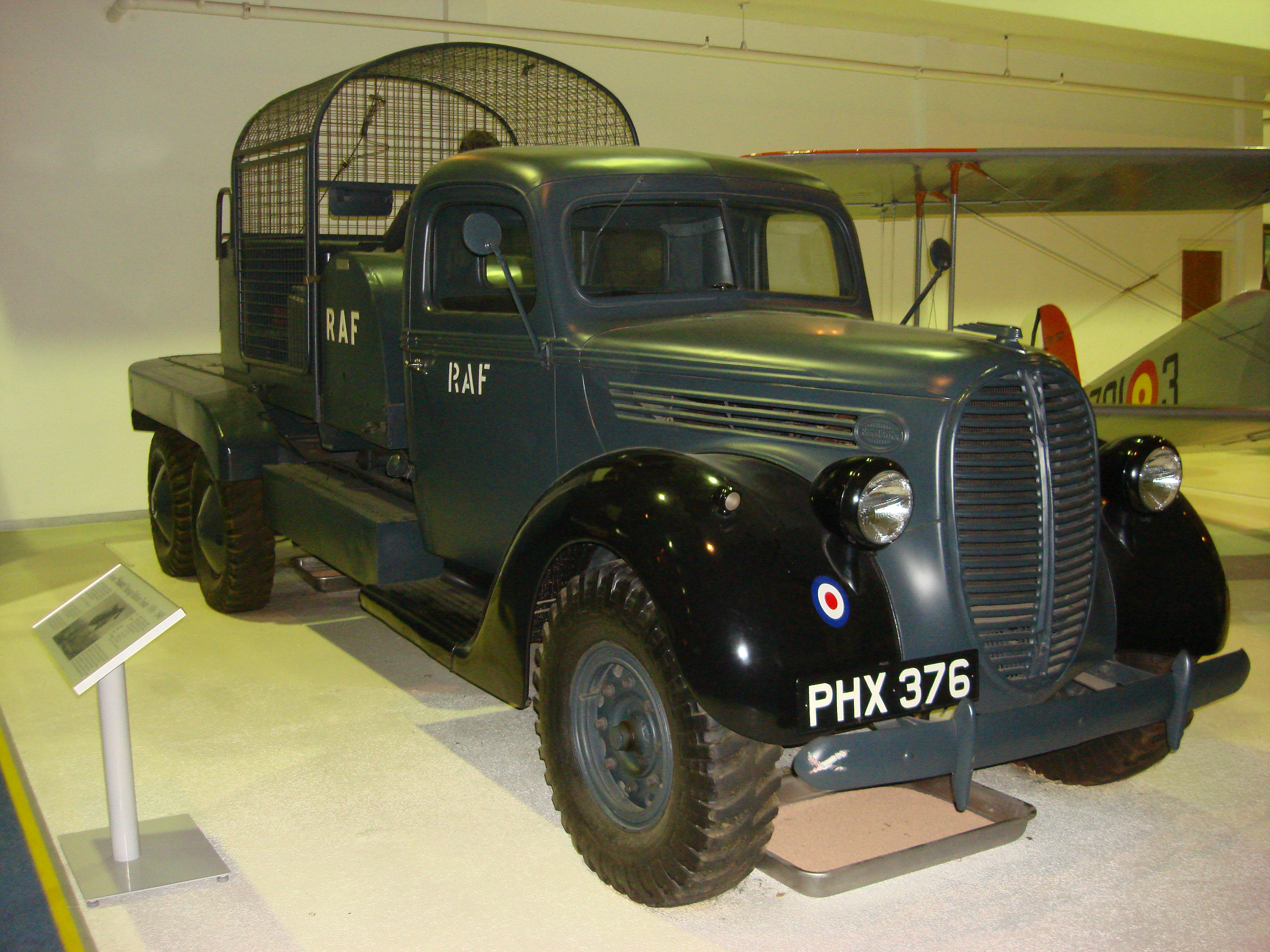
Fordson WOT1, deze vooroorlogse versie werd door de RAF gebruikt voor mobiele sperballons. Op het laadgedeelte stond een motor, lier en bedieningspaneel. De kooi was ter bescherming van het personeel bij kabelbreuk

De WOT1 werd in 1940 geïntroduceerd. Het had zes wielen waarvan alleen de achterste vier werden aangedreven (6×4). De korte versie had een wielbasis van 4,2 meter en de lange versie, ook bekend onder de modelaanduiding WOT1A of WOT1A/1, van 4,5 meter. De grootste aantallen zijn geleverd aan de Britse luchtmacht en slechts 120 stuks zijn bij de landmacht terechtgekomen. Het was in feite een WOT3 met een extra achteras. De meest voorkomende versie was de gewone vrachtwagen, maar veel voertuigen werden voorzien van speciale cabines voor het vervoer van luchtmachtpersoneel, het drogen van parachutes, voor tandartsen, zoeklichten en zelfs brandweerwagens. Het had een laadvermogen van 3 ton en een maximumsnelheid op de weg van 72 km/u. Tussen 1940 en 1945 zijn 9.151 voertuigen gebouwd met korte en lange wielbasis.
- Lengte: 7,09 m
- Hoogte: 3,10 m
- Breedte: 2,13 m
- Gewicht: 3,5 ton leeg

### WOT2

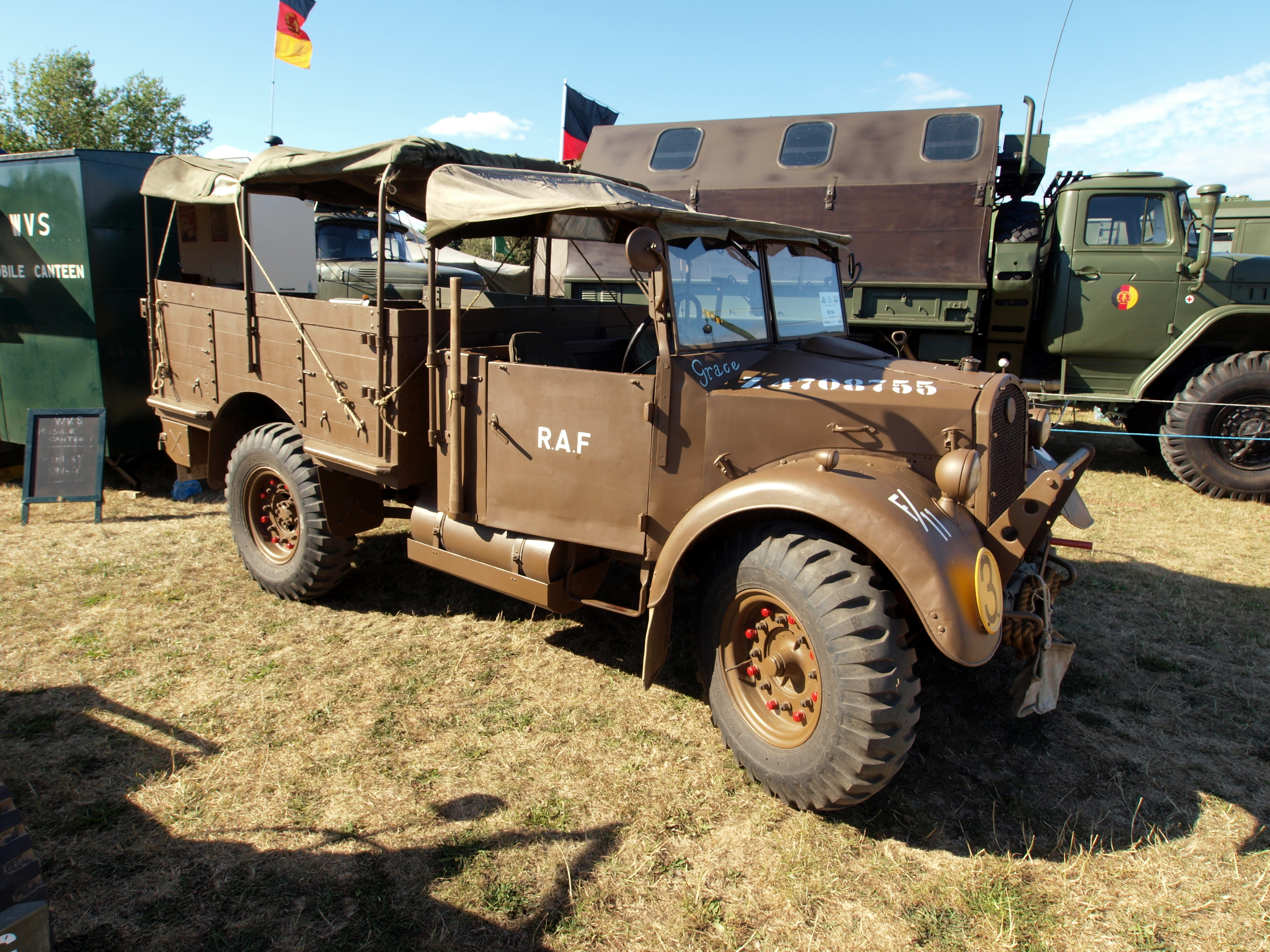
Fordson WOT2

In 1939 begon de productie van de WOT2, de kleinste versie van de vijf, met een laadvermogen van 15 cwt of zo'n 750 kilogram. Ze werden gebouwd als kleine vrachtwagens met een open laadbak en met een gesloten cabine. Er was alleen aandrijving op de achterwielen. In de zes jaren dat de voertuigen in productie zijn geweest, zijn verbeteringen aangebracht en van de WOT2 zijn er modelaanduidingen van A tot en met H. Het A model had een open cabine, met deuren alleen van canvas en kleine ramen die niet volledig het bestuurdersgedeelte afschermden. Vanaf de E versie waren de deuren wel deels van metaal en sloot de voorruit de gehele bestuurderscabine af. Het elektrisch systeem was aanvankelijk 6 volt, maar dit is in latere versies verhoogd naar 12 volt. In totaal zijn er ongeveer 60.000 exemplaren van gemaakt en ze zijn tot in de jaren 50 in dienst geweest.
- Lengte: 4,5 m
- Hoogte: 2,3 m
- Breedte: 2,0 m
- Gewicht: 2 050 kg, exclusief 750 kg lading
- Inhoud brandstoftank: 104 liter (23 imperial gallons)

### WOT3

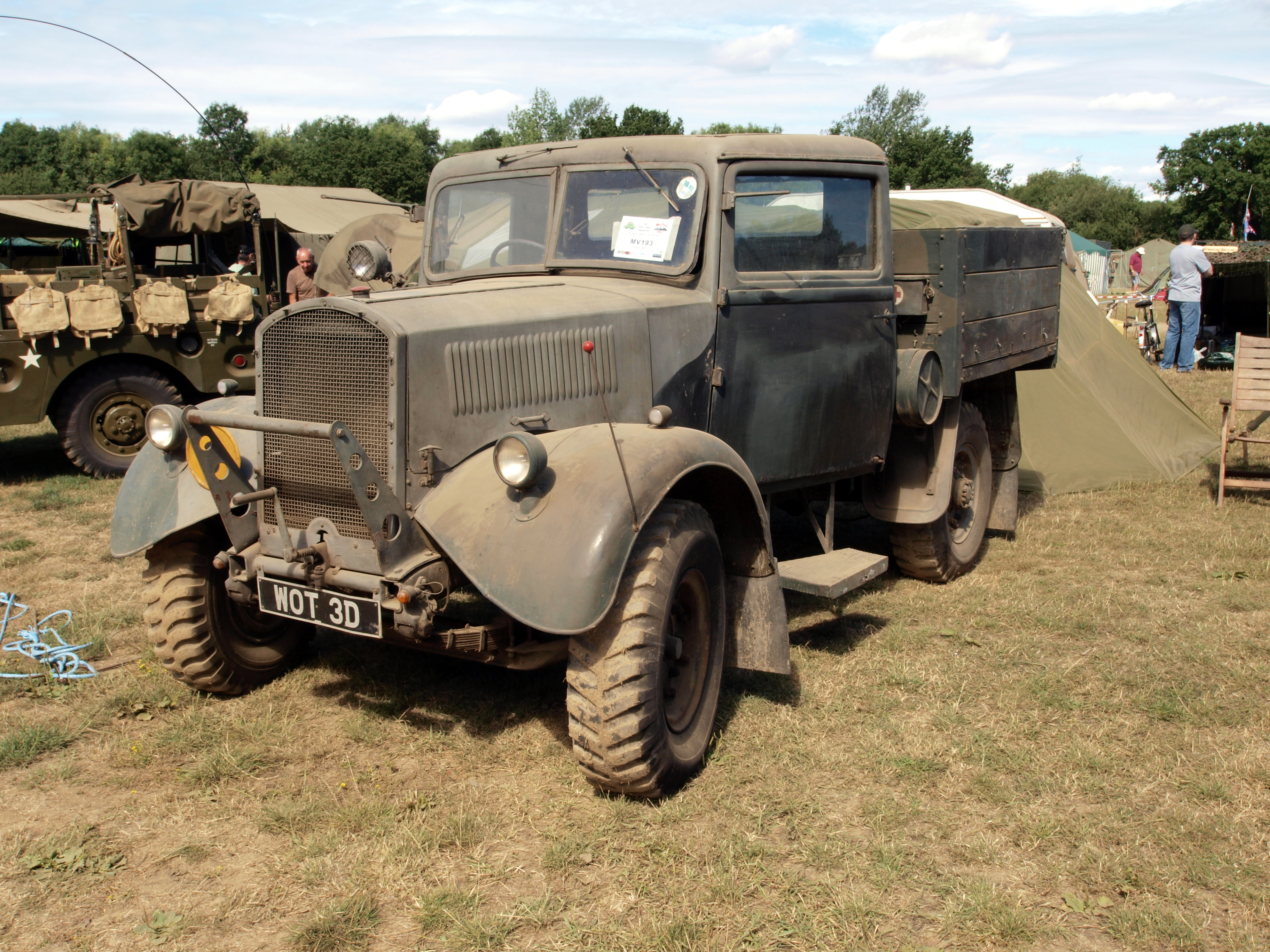
Fordson WOT3

De WOT3 werd vooral gebruikt door de luchtmacht. Het was een kleine vrachtwagen met een laadvermogen van 30 cwt en alleen aandrijving op de achterwielen (4×2). Tussen 1939 en 1944 zijn er bijna 18.000 van gemaakt. Naast de gewone vrachtwagen versie waren er diverse uitgerust met speciale cabines, maar ook een trekkervariant met een korte wielbasis.
- Lengte: 5,8 m
- Hoogte: 2,6 m
- Breedte: 2,2 m
- Gewicht: 2 950 kg

### WOT6
De WOT6 was een vierwielaangedreven (4×4) voertuig met een laadvermogen van 3 ton. Het was het vervolg van de WOT8, uiterlijk grotendeels identiek maar kon tweemaal zoveel lading vervoeren. Het was voorzien van een extra reductiebak om de rijeigenschappen in het terrein te verbeteren. De WOT6 opereerde dichter bij de frontlinie en veel van de voertuigen hadden in de bestuurderscabine een opening in het dak voor de bediening van een machinegeweer. Tussen 1942 en 1945 zijn er bijna 30.000 exemplaren van gemaakt met diverse speciale opbouwen naast de standaard vrachtwagen. Het leger van Denemarken had ze ook in gebruik na de oorlog. De laatste Deense WOT6 werd pas in 1974 afgestoten.
- Lengte: 6,1 m
- Hoogte: 3,2 m
- Breedte: 2,3 m
- Gewicht: 5 400 kg
- Inhoud brandstoftank: 160 liter (35 imperial gallons)[5]
- Bereik: 450 kilometer[5]

### WOT8
De WOT8 was de enige in Engeland geproduceerde vrachtwagen met een laadvermogen van 30 cwt, dat is 1,5 ton, en vierwielaandrijving. Het was de voorloper van de WOT6, met een kortere wielbasis en een lager laadvermogen. In 1941 en 1942 zijn zo'n 2.500 exemplaren gemaakt. Het Britse leger heeft het voertuig ook gebruikt als artillerietrekker in Noord-Afrika. Tijdens de oorlog ook zijn er 868 stuks verscheept naar de Sovjet-Unie. Hiervan bereikten 731 de plaats van bestemming. Het Rode leger heeft het voertuig ook gebruikt als lanceerplatform van de Katjoesjaraketten.
- Lengte: 5,1 m
- Hoogte 2,7 m
- Breedte: 2,3 m
- Gewicht: 3 850 kg
- Inhoud brandstoftank: 160 liter (35 imperial gallons)
- Bereik: 450 kilometer
- Maximumsnelheid op weg: 70 km/u

## Naslagwerken
- (en)  Bart Vanderveen, Historic Military Vehicles Directory, 1989, ISBN 0900913576
- (en)  Pat Ware, The Illustrated guide to Military Vehicles, uitgever: HermesHouse, London